# Rhytidiopsis
Rhytidiopsis é um gênero monotipo de musgos pertencentes à família Hylocomiaceae. A única espécie é Rhytidiopsis robusta.
A espécie pode ser encontrada na América do Norte.